# ICD-10 第19章:損傷、中毒およびその他の外因の影響
本項は、『疾病及び関連保健問題の国際統計分類』第10版（ICD-10）の「第19章:損傷、中毒およびその他の外因の影響」の一覧である。

## S00-T98 - 損傷，中毒及びその他の外因の影響

### (S00-S09)　頭部損傷
- S00　頭部の表在損傷
  - S00.0　頭皮の表在損傷
  - S00.1　眼瞼及び眼球周囲部の挫傷
  - S00.2　眼瞼及び眼球周囲部のその他の表在損傷
  - S00.3　鼻の表在損傷
  - S00.4　耳の表在損傷
  - S00.5　口唇及び口腔の表在損傷
  - S00.7　頭部の多発性表在損傷
  - S00.8　頭部のその他の部位の表在損傷
  - S00.9　頭部の表在損傷，部位不明
- S01　頭部の開放創
  - S01.0　頭皮の開放創
  - S01.1　眼瞼及び眼球周囲部の開放創
  - S01.2　鼻の開放創
  - S01.3　耳の開放創
  - S01.4　頬部及び側頭下顎部の開放創
  - S01.5　口唇及び口腔の開放創
  - S01.7　頭部の多発性開放創
  - S01.8　頭部のその他の部位の開放創
  - S01.9　頭部の開放創，部位不明
- S02　頭蓋骨及び顔面骨の骨折
  - S02.0　頭蓋穹隆部骨折
  - S02.1　頭蓋底骨折
  - S02.2　鼻骨骨折
  - S02.3　眼窩底部骨折
  - S02.4　頬骨及び上顎骨骨折
  - S02.5　歯の破折
  - S02.6　下顎骨骨折
  - S02.7　頭蓋骨及び顔面骨を含む多発骨折
  - S02.8　その他の頭蓋骨及び顔面骨の骨折
  - S02.9　頭蓋骨及び顔面骨の骨折，部位不明
- S03　頭部の関節及び靱帯の脱臼，捻挫及びストレイン
  - S03.0　顎の脱臼
  - S03.1　鼻中隔軟骨の脱臼
  - S03.2　歯の脱臼
  - S03.3　頭部のその他及び部位不明の脱臼
  - S03.4　顎の捻挫及びストレイン
  - S03.5　頭部のその他及び部位不明の関節及び靱帯の捻挫及びストレイン
- S04　脳神経損傷
  - S04.0　視神経及び視路の損傷
  - S04.1　動眼神経損傷
  - S04.2　滑車神経損傷
  - S04.3　三叉神経損傷
  - S04.4　外転神経損傷
  - S04.5　顔面神経損傷
  - S04.6　聴神経損傷
  - S04.7　副神経損傷
  - S04.8　その他の脳神経損傷
  - S04.9　詳細不明の脳神経損傷
- S05　眼球及び眼窩の損傷
  - S05.0　結膜損傷及び角膜擦過傷，異物の記載がないもの
  - S05.1　眼球及び眼窩組織の挫傷
  - S05.2　眼球の裂傷及び破裂，眼球内組織の脱出又は喪失を伴うもの
  - S05.3　眼球の裂傷，眼球内組織の脱出又は喪失を伴わないもの
  - S05.4　眼窩の穿通創，異物を伴うもの又は伴わないもの
  - S05.5　眼球の穿通創，異物を伴うもの
  - S05.6　眼球の穿通創，異物を伴わないもの
  - S05.7　眼球の裂離
  - S05.8　眼球及び眼窩のその他の損傷
  - S05.9　眼球及び眼窩の損傷，詳細不明
- S06　頭蓋内損傷
  - S06.0　振とう<盪>(症)
  - S06.1　外傷性脳浮腫
  - S06.2　びまん性脳損傷
  - S06.3　局所性脳損傷
  - S06.4　硬膜外出血
  - S06.5　外傷性硬膜下出血
  - S06.6　外傷性くも膜下出血
  - S06.7　持続性昏睡を伴う頭蓋内損傷
  - S06.8　その他の頭蓋内損傷
  - S06.9　頭蓋内損傷，詳細不明
- S07　頭部の挫滅損傷
  - S07.0　顔面の挫滅損傷
  - S07.1　頭蓋の挫滅損傷
  - S07.8　頭部のその他の部位の挫滅損傷
  - S07.9　頭部の挫滅損傷，部位不明
- S08　頭部の外傷性切断
  - S08.0　頭皮の裂離
  - S08.1　耳の外傷性切断
  - S08.8　頭部のその他の部位の外傷性切断
  - S08.9　頭部の部位不明の外傷性切断
- S09　頭部のその他及び詳細不明の損傷
  - S09.0　頭部の血管損傷，他に分類されないもの
  - S09.1　頭部の筋及び腱の損傷
  - S09.2　鼓膜の外傷性破裂
  - S09.7　頭部の多発性損傷
  - S09.8　頭部のその他の明示された損傷
  - S09.9　頭部の詳細不明の損傷

### (S10-S19)　頚部損傷
- S10　頚部の表在損傷
  - S10.0　咽喉部<のど>の挫傷
  - S10.1　咽喉部<のど>のその他及び詳細不明の表在損傷
  - S10.7　頚部の多発性表在損傷
  - S10.8　頚部のその他の部位の表在損傷
  - S10.9　頚部の表在損傷，部位不明
- S11　頚部の開放創
  - S11.0　喉頭及び気管を含む開放創
  - S11.1　甲状腺を含む開放創
  - S11.2　咽頭及び頚部食道を含む開放創
  - S11.7　頚部の多発性開放創
  - S11.8　頚部のその他の部位の開放創
  - S11.9　頚部の開放創，部位不明
- S12　頚部の骨折
  - S12.0　第１頚椎骨折
  - S12.1　第２頚椎骨折
  - S12.2　その他の明示された頚椎骨折
  - S12.7　頚椎の多発骨折
  - S12.8　頚部のその他の部位の骨折
  - S12.9　頚部の骨折，部位不明
- S13　頚部の関節及び靱帯の脱臼，捻挫及びストレイン
  - S13.0　頚部椎間板の外傷性断裂
  - S13.1　頚椎の脱臼
  - S13.2　頚部のその他及び部位不明の脱臼
  - S13.3　頚部の多発性脱臼
  - S13.4　頚椎の捻挫及びストレイン
  - S13.5　甲状腺部の捻挫及びストレイン
  - S13.6　頚部のその他及び部位不明の関節及び靱帯の捻挫及びストレイン
- S14　頚部の神経及び脊髄の損傷
  - S14.0　頚髄の振とう<盪>(症)及び浮腫
  - S14.1　頚髄のその他及び詳細不明の損傷
  - S14.2　頚椎の神経根損傷
  - S14.3　腕神経そう<叢>損傷
  - S14.4　頚部の末梢神経損傷
  - S14.5　頚部交感神経損傷
  - S14.6　頚部のその他及び詳細不明の神経損傷
- S15　頚部の血管損傷
  - S15.0　頚動脈損傷
  - S15.1　椎骨動脈損傷
  - S15.2　外頚静脈損傷
  - S15.3　内頚静脈損傷
  - S15.7　頚部の多発性血管損傷
  - S15.8　頚部のその他の血管損傷
  - S15.9　頚部の詳細不明の血管損傷
- S16　頚部の筋及び腱の損傷
- S17　頚部の挫滅損傷
  - S17.0　喉頭及び気管の挫滅損傷
  - S17.8　頚部のその他の部位の挫滅損傷
  - S17.9　頚部の挫滅損傷，部位不明
- S18　頚部の外傷性切断
- S19　頚部のその他及び詳細不明の損傷
  - S19.7　頚部の多発性損傷
  - S19.8　頚部のその他の明示された損傷
  - S19.9　頚部の詳細不明の損傷

### (S20-S29)　胸部<郭>損傷
- S20　胸部<郭>の表在損傷
  - S20.0　乳房の挫傷
  - S20.1　乳房のその他及び詳細不明の表在損傷
  - S20.2　胸部<郭>の挫傷
  - S20.3　胸部<郭>前壁のその他の表在損傷
  - S20.4　胸部<郭>後壁のその他の表在損傷
  - S20.7　胸部<郭>の多発性表在損傷
  - S20.8　胸部<郭>のその他及び部位不明の表在損傷
- S21　胸部<郭>の開放創
  - S21.0　乳房の開放創
  - S21.1　胸部<郭>前壁の開放創
  - S21.2　胸部<郭>後壁の開放創
  - S21.7　胸壁の多発性開放創
  - S21.8　胸部<郭>のその他の部位の開放創
  - S21.9　胸部<郭>の開放創，部位不明
- S22　肋骨，胸骨及び胸椎骨折
  - S22.0　胸椎骨折
  - S22.1　胸椎の多発骨折
  - S22.2　胸骨骨折
  - S22.3　肋骨骨折
  - S22.4　多発性肋骨骨折
  - S22.5　動揺胸郭
  - S22.8　骨性胸郭のその他の部位の骨折
  - S22.9　骨性胸郭の骨折，部位不明
- S23　胸部<郭>の関節及び靱帯の脱臼，捻挫及びストレイン
  - S23.0　胸部椎間板の外傷性断裂
  - S23.1　胸椎の脱臼
  - S23.2　胸部<郭>のその他及び部位不明の脱臼
  - S23.3　胸椎の捻挫及びストレイン
  - S23.4　肋骨及び胸骨の捻挫及びストレイン
  - S23.5　胸部<郭>のその他及び部位不明の捻挫及びストレイン
- S24　胸部<郭>の神経及び脊髄の損傷
  - S24.0　胸髄の振とう<盪>(症)及び浮腫
  - S24.1　胸髄のその他及び詳細不明の損傷
  - S24.2　胸椎の神経根損傷
  - S24.3　胸部<郭>の末梢神経損傷
  - S24.4　胸部交感神経損傷
  - S24.5　胸部<郭>のその他の神経損傷
  - S24.6　胸部<郭>の詳細不明の神経損傷
- S25　胸部<郭>の血管損傷
  - S25.0　胸部大動脈損傷
  - S25.1　腕頭動脈又は鎖骨下動脈の損傷
  - S25.2　上大静脈損傷
  - S25.3　腕頭静脈又は鎖骨下静脈の損傷
  - S25.4　肺血管損傷
  - S25.5　肋間血管損傷
  - S25.7　胸部<郭>の多発性血管損傷
  - S25.8　胸部<郭>のその他の血管損傷
  - S25.9　胸部<郭>の詳細不明の血管損傷
- S26　心臓損傷
  - S26.0　心膜血腫を伴う心臓損傷
  - S26.8　心臓のその他の損傷
  - S26.9　心臓損傷，詳細不明
- S27　その他及び詳細不明の胸腔内臓器の損傷
  - S27.0　外傷性気胸
  - S27.1　外傷性血胸
  - S27.2　外傷性血気胸
  - S27.3　その他の肺損傷
  - S27.4　気管支損傷
  - S27.5　胸部<郭>の気管損傷
  - S27.6　胸膜損傷
  - S27.7　胸腔内臓器の多発性損傷
  - S27.8　その他の明示された胸腔内臓器の損傷
  - S27.9　詳細不明の胸腔内臓器の損傷
- S28　胸部<郭>の挫滅損傷及び外傷性切断
  - S28.0　胸部挫滅
  - S28.1　胸部<郭>の外傷性切断
- S29　胸部<郭>のその他及び詳細不明の損傷
  - S29.0　胸部<郭>の筋及び腱の損傷
  - S29.7　胸部<郭>の多発性損傷
  - S29.8　胸部<郭>のその他の明示された損傷
  - S29.9　胸部<郭>の詳細不明の損傷

### (S30-S39)　腹部，下背部，腰椎及び骨盤部の損傷
- S30　腹部，下背部及び骨盤部の表在損傷
  - S30.0　下背部及び骨盤部の挫傷
  - S30.1　腹壁の挫傷
  - S30.2　外性器の挫傷
  - S30.7　腹部，下背部及び骨盤部の多発性表在損傷
  - S30.8　腹部，下背部及び骨盤部のその他の表在損傷
  - S30.9　腹部，下背部及び骨盤部の表在損傷，部位不明
- S31　腹部，下背部及び骨盤部の開放創
  - S31.0　下背部及び骨盤部の開放創
  - S31.1　腹壁の開放創
  - S31.2　陰茎の開放創
  - S31.3　陰のう<嚢>及び精巣<睾丸>の開放創
  - S31.4　腟及び外陰の開放創
  - S31.5　その他及び詳細不明の外性器の開放創
  - S31.7　腹部，下背部及び骨盤部の多発性開放創
  - S31.8　腹部のその他及び部位不明の開放創
- S32　腰椎及び骨盤の骨折
  - S32.0　腰椎骨折
  - S32.1　仙骨骨折
  - S32.2　尾骨骨折
  - S32.3　腸骨骨折
  - S32.4　寛骨臼骨折
  - S32.5　恥骨骨折
  - S32.7　腰椎及び骨盤の多発骨折
  - S32.8　腰椎及び骨盤のその他及び部位不明の骨折
- S33　腰椎及び骨盤の関節及び靱帯の脱臼，捻挫及びストレイン
  - S33.0　腰部椎間板の外傷性断裂
  - S33.1　腰椎脱臼
  - S33.2　仙腸関節及び仙尾関節の脱臼
  - S33.3　腰椎及び骨盤のその他及び部位不明の脱臼
  - S33.4　恥骨結合の外傷性離開
  - S33.5　腰椎の捻挫及びストレイン
  - S33.6　仙腸関節の捻挫及びストレイン
  - S33.7　腰椎及び骨盤のその他及び部位不明の捻挫及びストレイン
- S34　腹部，下背部及び骨盤部の神経及び脊髄の損傷
  - S34.0　腰髄の振とう<盪>(症)及び浮腫
  - S34.1　腰髄のその他の損傷
  - S34.2　腰椎及び仙椎の神経根損傷
  - S34.3　馬尾損傷
  - S34.4　腰仙神経そう<叢>損傷
  - S34.5　腰部，仙骨部及び骨盤部の交感神経損傷
  - S34.6　腹部，下背部及び骨盤部の末梢神経損傷
  - S34.8　腹部，下背部及び骨盤部のその他及び詳細不明の神経損傷
- S35　腹部，下背部及び骨盤部の血管損傷
  - S35.0　腹部大動脈損傷
  - S35.1　下大静脈損傷
  - S35.2　腹腔動脈又は腸間膜動脈の損傷
  - S35.3　門脈又は脾静脈の損傷
  - S35.4　腎血管損傷
  - S35.5　腸骨部の血管損傷
  - S35.7　腹部，下背部及び骨盤部の多発性血管損傷
  - S35.8　腹部，下背部及び骨盤部のその他の血管損傷
  - S35.9　腹部，下背部及び骨盤部の詳細不明の血管損傷
- S36　腹腔内臓器の損傷
  - S36.0　脾損傷
  - S36.1　肝又は胆のう<嚢>の損傷
  - S36.2　膵損傷
  - S36.3　胃損傷
  - S36.4　小腸損傷
  - S36.5　大腸損傷
  - S36.6　直腸損傷
  - S36.7　腹腔内臓器の多発性損傷
  - S36.8　その他の腹腔内臓器の損傷
  - S36.9　詳細不明の腹腔内臓器の損傷
- S37　腎尿路生殖器及び骨盤臓器の損傷
  - S37.0　腎損傷
  - S37.1　尿管損傷
  - S37.2　膀胱損傷
  - S37.3　尿道損傷
  - S37.4　卵巣損傷
  - S37.5　卵管損傷
  - S37.6　子宮損傷
  - S37.7　骨盤臓器の多発性損傷
  - S37.8　その他の骨盤臓器の損傷
  - S37.9　詳細不明の骨盤臓器の損傷
- S38　腹部，下背部及び骨盤部の挫滅損傷及び外傷性切断
  - S38.0　外性器の挫滅損傷
  - S38.1　腹部，下背部及び骨盤部のその他及び部位不明の挫滅損傷
  - S38.2　外性器の外傷性切断
  - S38.3　腹部，下背部及び骨盤部のその他及び部位不明の外傷性切断
- S39　腹部，下背部及び骨盤部のその他及び詳細不明の損傷
  - S39.0　腹部，下背部及び骨盤部の筋及び腱の損傷
  - S39.6　骨盤臓器を含む腹腔内臓器の損傷
  - S39.7　腹部，下背部及び骨盤部のその他の多発性損傷
  - S39.8　腹部，下背部及び骨盤部のその他の明示された損傷
  - S39.9　腹部，下背部及び骨盤部の詳細不明の損傷

### (S40-S49)　肩及び上腕の損傷
- S40　肩及び上腕の表在損傷
  - S40.0　肩及び上腕の挫傷
  - S40.7　肩及び上腕の多発性表在損傷
  - S40.8　肩及び上腕のその他の表在損傷
  - S40.9　肩及び上腕の表在損傷，詳細不明
- S41　肩及び上腕の開放創
  - S41.0　肩の開放創
  - S41.1　上腕の開放創
  - S41.7　肩及び上腕の多発性開放創
  - S41.8　肩甲<上肢>帯のその他及び部位不明の開放創
- S42　肩及び上腕の骨折
  - S42.0　鎖骨骨折
  - S42.1　肩甲骨骨折
  - S42.2　上腕骨近位端骨折
  - S42.3　上腕骨骨幹部骨折
  - S42.4　上腕骨遠位端骨折
  - S42.7　鎖骨，肩甲骨及び上腕骨の多発骨折
  - S42.8　肩及び上腕のその他の部位の骨折
  - S42.9　肩甲<上肢>帯の骨折，部位不明
- S43　肩甲<上肢>帯の関節及び靱帯の脱臼，捻挫及びストレイン
  - S43.0　肩関節脱臼
  - S43.1　肩鎖関節脱臼
  - S43.2　胸鎖関節脱臼
  - S43.3　肩甲<上肢>帯のその他及び部位不明の脱臼
  - S43.4　肩関節の捻挫及びストレイン
  - S43.5　肩鎖関節の捻挫及びストレイン
  - S43.6　胸鎖関節の捻挫及びストレイン
  - S43.7　肩甲<上肢>帯のその他及び部位不明の捻挫及びストレイン
- S44　肩及び上腕の神経損傷
  - S44.0　上腕の尺骨神経損傷
  - S44.1　上腕の正中神経損傷
  - S44.2　上腕の橈骨神経損傷
  - S44.3　腋窩神経損傷
  - S44.4　筋皮神経損傷
  - S44.5　肩及び上腕の皮膚知覚神経損傷
  - S44.7　肩及び上腕の多発性神経損傷
  - S44.8　肩及び上腕のその他の神経損傷
  - S44.9　肩及び上腕の詳細不明の神経損傷
- S45　肩及び上腕の血管損傷
  - S45.0　腋窩動脈損傷
  - S45.1　上腕動脈損傷
  - S45.2　腋窩静脈又は上腕静脈の損傷
  - S45.3　肩及び上腕の表在静脈損傷
  - S45.7　肩及び上腕の多発性血管損傷
  - S45.8　肩及び上腕のその他の血管損傷
  - S45.9　肩及び上腕の詳細不明の血管損傷
- S46　肩及び上腕の筋及び腱の損傷
  - S46.0　肩(回旋筋)腱板の腱損傷
  - S46.1　上腕二頭筋長頭部の筋及び腱の損傷
  - S46.2　上腕二頭筋のその他の部位の筋及び腱の損傷
  - S46.3　上腕三頭筋の筋及び腱の損傷
  - S46.7　肩及び上腕の筋及び腱の多発性損傷
  - S46.8　肩及び上腕のその他の筋及び腱の損傷
  - S46.9　肩及び上腕の詳細不明の筋及び腱の損傷
- S47　肩及び上腕の挫滅損傷
- S48　肩及び上腕の外傷性切断
  - S48.0　肩関節部の外傷性切断
  - S48.1　肩と肘の間の外傷性切断
  - S48.9　肩及び上腕の外傷性切断，部位不明
- S49　肩及び上腕のその他及び詳細不明の損傷
  - S49.7　肩及び上腕の多発性損傷
  - S49.8　肩及び上腕のその他の明示された損傷
  - S49.9　肩及び上腕の詳細不明の損傷

### (S50-S59)　肘及び前腕の損傷
- S50　前腕の表在損傷
  - S50.0　肘の挫傷
  - S50.1　前腕のその他及び部位不明の挫傷
  - S50.7　前腕の多発性表在損傷
  - S50.8　前腕のその他の表在損傷
  - S50.9　前腕の表在損傷，詳細不明
- S51　前腕の開放創
  - S51.0　肘の開放創
  - S51.7　前腕の多発性開放創
  - S51.8　前腕のその他の部位の開放創
  - S51.9　前腕の開放創，部位不明
- S52　前腕の骨折
  - S52.0　尺骨近位端骨折
  - S52.1　橈骨近位端骨折
  - S52.2　尺骨骨幹部骨折
  - S52.3　橈骨骨幹部骨折
  - S52.4　尺骨及び橈骨の両骨幹部の骨折
  - S52.5　橈骨遠位端骨折
  - S52.6　尺骨及び橈骨の両遠位端の骨折
  - S52.7　前腕の多発骨折
  - S52.8　前腕のその他の部位の骨折
  - S52.9　前腕の骨折，部位不明
- S53　肘の関節及び靱帯の脱臼，捻挫及びストレイン
  - S53.0　橈骨頭の脱臼
  - S53.1　肘の脱臼，詳細不明
  - S53.2　外側側副靱帯の外傷性断裂
  - S53.3　内側側副靱帯の外傷性断裂
  - S53.4　肘の捻挫及びストレイン
- S54　前腕の神経損傷
  - S54.0　前腕の尺骨神経損傷
  - S54.1　前腕の正中神経損傷
  - S54.2　前腕の橈骨神経損傷
  - S54.3　前腕の皮膚知覚神経損傷
  - S54.7　前腕の多発性神経損傷
  - S54.8　前腕のその他の神経損傷
  - S54.9　前腕の詳細不明の神経損傷
- S55　前腕の血管損傷
  - S55.0　前腕の尺骨動脈損傷
  - S55.1　前腕の橈骨動脈損傷
  - S55.2　前腕の静脈損傷
  - S55.7　前腕の多発性血管損傷
  - S55.8　前腕のその他の血管損傷
  - S55.9　前腕の詳細不明の血管損傷
- S56　前腕の筋及び腱の損傷
  - S56.0　前腕の母指の屈筋及び腱の損傷
  - S56.1　前腕のその他の指の屈筋及び腱の損傷
  - S56.2　前腕のその他の屈筋及び腱の損傷
  - S56.3　前腕の母指の伸筋又は外転筋及び腱の損傷
  - S56.4　前腕のその他の指の伸筋及び腱の損傷
  - S56.5　前腕のその他の伸筋及び腱の損傷
  - S56.7　前腕の筋及び腱の多発性損傷
  - S56.8　前腕のその他及び詳細不明の筋及び腱の損傷
- S57　前腕の挫滅損傷
  - S57.0　肘の挫滅損傷
  - S57.8　前腕のその他の部位の挫滅損傷
  - S57.9　前腕の挫滅損傷，部位不明
- S58　前腕の外傷性切断
  - S58.0　肘の外傷性切断
  - S58.1　肘と手首の間の外傷性切断
  - S58.9　前腕の外傷性切断，部位不明
- S59　前腕のその他及び詳細不明の損傷
  - S59.7　前腕の多発性損傷
  - S59.8　前腕のその他の明示された損傷
  - S59.9　前腕の詳細不明の損傷

### (S60-S69)　手首及び手の損傷
- S60　手首及び手の表在損傷
  - S60.0　爪の傷害を伴わない指の挫傷
  - S60.1　爪の傷害を伴う指の挫傷
  - S60.2　手首及び手のその他の部位の挫傷
  - S60.7　手首及び手の多発性表在損傷
  - S60.8　手首及び手のその他の表在損傷
  - S60.9　手首及び手の表在損傷，詳細不明
- S61　手首及び手の開放創
  - S61.0　爪の傷害を伴わない指の開放創
  - S61.1　爪の傷害を伴う指の開放創
  - S61.7　手首及び手の多発性開放創
  - S61.8　手首及び手のその他の部位の開放創
  - S61.9　手首及び手の開放創，部位不明
- S62　手首及び手の骨折
  - S62.0　手の舟状骨骨折
  - S62.1　その他の手根骨骨折
  - S62.2　第１中手骨骨折
  - S62.3　その他の中手骨骨折
  - S62.4　中手骨の多発骨折
  - S62.5　母指の骨折
  - S62.6　その他の指の骨折
  - S62.7　指の多発骨折
  - S62.8　手首及び手のその他及び部位不明の骨折
- S63　手首及び手の関節及び靱帯の脱臼，捻挫及びストレイン
  - S63.0　手首の脱臼
  - S63.1　指の脱臼
  - S63.2　指の多発性脱臼
  - S63.3　手首及び手根の靱帯の外傷性断裂
  - S63.4　中手指節関節及び指節間関節の靱帯の外傷性断裂
  - S63.5　手首の捻挫及びストレイン
  - S63.6　指の捻挫及びストレイン
  - S63.7　手のその他及び部位不明の捻挫及びストレイン
- S64　手首及び手の神経損傷
  - S64.0　手首及び手の尺骨神経損傷
  - S64.1　手首及び手の正中神経損傷
  - S64.2　手首及び手の橈骨神経損傷
  - S64.3　母指の指神経損傷
  - S64.4　その他の指の指神経損傷
  - S64.7　手首及び手の多発性神経損傷
  - S64.8　手首及び手のその他の神経損傷
  - S64.9　手首及び手の詳細不明の神経損傷
- S65　手首及び手の血管損傷
  - S65.0　手首及び手の尺骨動脈損傷
  - S65.1　手首及び手の橈骨動脈損傷
  - S65.2　浅掌動静脈損傷
  - S65.3　深掌動静脈損傷
  - S65.4　母指の血管損傷
  - S65.5　その他の指の血管損傷
  - S65.7　手首及び手の多発性血管損傷
  - S65.8　手首及び手のその他の血管損傷
  - S65.9　手首及び手の詳細不明の血管損傷
- S66　手首及び手の筋及び腱の損傷
  - S66.0　手首及び手の母指の長屈筋及び腱の損傷
  - S66.1　手首及び手のその他の指の屈筋及び腱の損傷
  - S66.2　手首及び手の母指の伸筋及び腱の損傷
  - S66.3　手首及び手のその他の指の伸筋及び腱の損傷
  - S66.4　手首及び手の母指の内転筋及び腱の損傷
  - S66.5　手首及び手のその他の指の内転筋及び腱の損傷
  - S66.6　手首及び手の屈筋及び腱の多発性損傷
  - S66.7　手首及び手の伸筋及び腱の多発性損傷
  - S66.8　手首及び手のその他の筋及び腱の損傷
  - S66.9　手首及び手の詳細不明の筋及び腱の損傷
- S67　手首及び手の挫滅損傷
  - S67.0　母指及びその他の指の挫滅損傷
  - S67.8　手首及び手のその他及び部位不明の挫滅損傷
- S68　手首及び手の外傷性切断
  - S68.0　母指の外傷性切断(完全)(部分的)
  - S68.1　その他の単指の外傷性切断(完全)(部分的)
  - S68.2　複数の指のみの外傷性切断(完全)(部分的)
  - S68.3　手首及び手のその他の部分の切断を伴う指(部分)の複合性外傷性切断
  - S68.4　手首の外傷性切断
  - S68.8　手首及び手のその他の部位の外傷性切断
  - S68.9　手首及び手の外傷性切断，部位不明
- S69　手首及び手のその他及び詳細不明の損傷
  - S69.7　手首及び手の多発性損傷
  - S69.8　手首及び手のその他の明示された損傷
  - S69.9　手首及び手の詳細不明の損傷

### (S70-S79)　股関節部及び大腿の損傷
- S70　股関節部及び大腿の表在損傷
  - S70.0　股関節部の挫傷
  - S70.1　大腿の挫傷
  - S70.7　股関節部及び大腿の多発性表在損傷
  - S70.8　股関節部及び大腿のその他の表在損傷
  - S70.9　股関節部及び大腿の表在損傷，詳細不明
- S71　股関節部及び大腿の開放創
  - S71.0　股関節部の開放創
  - S71.1　大腿の開放創
  - S71.7　股関節部及び大腿の多発性開放創
  - S71.8　骨盤<下肢>帯のその他及び部位不明の開放創
- S72　大腿骨骨折
  - S72.0　大腿骨頚部骨折
  - S72.1　転子貫通骨折
  - S72.2　転子下骨折
  - S72.3　大腿骨骨幹部骨折
  - S72.4　大腿骨遠位端骨折
  - S72.7　大腿骨の多発骨折
  - S72.8　大腿骨のその他の部位の骨折
  - S72.9　大腿骨骨折，部位不明
- S73　股関節部の関節及び靱帯の脱臼，捻挫及びストレイン
  - S73.0　股関節脱臼
  - S73.1　股関節部の捻挫及びストレイン
- S74　股関節部及び大腿の神経損傷
  - S74.0　股関節部及び大腿の坐骨神経損傷
  - S74.1　股関節部及び大腿の大腿神経損傷
  - S74.2　股関節部及び大腿の皮膚知覚神経損傷
  - S74.7　股関節部及び大腿の多発性神経損傷
  - S74.8　股関節部及び大腿のその他の神経損傷
  - S74.9　股関節部及び大腿の詳細不明の神経損傷
- S75　股関節部及び大腿の血管損傷
  - S75.0　大腿動脈損傷
  - S75.1　股関節部及び大腿の大腿静脈損傷
  - S75.2　股関節部及び大腿の大伏在静脈損傷
  - S75.7　股関節部及び大腿の多発性血管損傷
  - S75.8　股関節部及び大腿のその他の血管損傷
  - S75.9　股関節部及び大腿の詳細不明の血管損傷
- S76　股関節部及び大腿の筋及び腱の損傷
  - S76.0　股関節部の筋及び腱の損傷
  - S76.1　大腿四頭筋及び腱の損傷
  - S76.2　大腿の内転筋及び腱の損傷
  - S76.3　大腿の後部筋群の筋及び腱の損傷
  - S76.4　大腿のその他及び詳細不明の筋及び腱の損傷
  - S76.7　股関節部又は大腿の筋及び腱の多発性損傷
- S77　股関節部及び大腿の挫滅損傷
  - S77.0　股関節部の挫滅損傷
  - S77.1　大腿の挫滅損傷
  - S77.2　大腿の挫滅損傷を伴う股関節部の挫滅損傷
- S78　股関節部及び大腿の外傷性切断
  - S78.0　股関節の外傷性切断
  - S78.1　股関節部と膝の間の外傷性切断
  - S78.9　股関節部及び大腿の外傷性切断，部位不明
- S79　股関節部及び大腿のその他及び詳細不明の損傷
  - S79.7　股関節部及び大腿の多発性損傷
  - S79.8　股関節部及び大腿のその他の明示された損傷
  - S79.9　股関節部及び大腿の詳細不明の損傷

### (S80-S89)　膝及び下腿の損傷
- S80　下腿の表在損傷
  - S80.0　膝の挫傷
  - S80.1　下腿のその他及び部位不明の挫傷
  - S80.7　下腿の多発性表在損傷
  - S80.8　下腿のその他の表在損傷
  - S80.9　下腿の表在損傷，詳細不明
- S81　下腿の開放創
  - S81.0　膝の開放創
  - S81.7　下腿の多発性開放創
  - S81.8　下腿のその他の部位の開放創
  - S81.9　下腿の開放創，部位不明
- S82　下腿の骨折，足首を含む
  - S82.0　膝蓋骨骨折
  - S82.1　脛骨近位端骨折
  - S82.2　脛骨骨幹部骨折
  - S82.3　脛骨遠位端骨折
  - S82.4　腓骨のみの骨折
  - S82.5　内果骨折
  - S82.6　外果骨折
  - S82.7　下腿の多発骨折
  - S82.8　下腿のその他の部位の骨折
  - S82.9　下腿の骨折，部位不明
- S83　膝の関節及び靱帯の脱臼，捻挫及びストレイン
  - S83.0　膝蓋骨の脱臼
  - S83.1　膝の脱臼
  - S83.2　半月裂傷<断裂>，新鮮損傷
  - S83.3　膝関節軟骨の裂傷<断裂>，新鮮損傷
  - S83.4　膝の(内側)(外側)側副靱帯の捻挫及びストレイン
  - S83.5　膝の(前)(後)十字靱帯の捻挫及びストレイン
  - S83.6　膝のその他及び部位不明の捻挫及びストレイン
  - S83.7　膝の組織の多発性損傷
- S84　下腿の神経損傷
  - S84.0　下腿の脛骨神経損傷
  - S84.1　下腿の腓骨神経損傷
  - S84.2　下腿の皮膚知覚神経損傷
  - S84.7　下腿の多発性神経損傷
  - S84.8　下腿のその他の神経損傷
  - S84.9　下腿の詳細不明の神経損傷
- S85　下腿の血管損傷
  - S85.0　膝窩動脈損傷
  - S85.1　(前)(後)脛骨動脈損傷
  - S85.2　腓骨動脈損傷
  - S85.3　下腿の大伏在静脈損傷
  - S85.4　下腿の小伏在静脈損傷
  - S85.5　膝窩静脈損傷
  - S85.7　下腿の多発性血管損傷
  - S85.8　下腿のその他の血管損傷
  - S85.9　下腿の詳細不明の血管損傷
- S86　下腿の筋及び腱の損傷
  - S86.0　アキレス腱損傷
  - S86.1　下腿の後筋群のその他の筋及び腱の損傷
  - S86.2　下腿の前筋群の筋及び腱の損傷
  - S86.3　下腿の腓骨筋群の筋及び腱の損傷
  - S86.7　下腿の筋及び腱の多発性損傷
  - S86.8　下腿のその他の筋及び腱の損傷
  - S86.9　下腿の詳細不明の筋及び腱の損傷
- S87　下腿の挫滅損傷
  - S87.0　膝の挫滅損傷
  - S87.8　下腿のその他及び部位不明の挫滅損傷
- S88　下腿の外傷性切断
  - S88.0　膝の外傷性切断
  - S88.1　膝と足首の間の外傷性切断
  - S88.9　下腿の外傷性切断，部位不明
- S89　下腿のその他及び詳細不明の損傷
  - S89.7　下腿の多発性損傷
  - S89.8　下腿のその他の明示された損傷
  - S89.9　下腿の詳細不明の損傷

### (S90-S99)　足首及び足の損傷
- S90　足首及び足の表在損傷
  - S90.0　足首の挫傷
  - S90.1　爪の傷害を伴わない趾<足ゆび>の挫傷
  - S90.2　爪の傷害を伴う趾<足ゆび>の挫傷
  - S90.3　足のその他及び部位不明の挫傷
  - S90.7　足首及び足の多発性表在損傷
  - S90.8　足首及び足のその他の表在損傷
  - S90.9　足首及び足の表在損傷，詳細不明
- S91　足首及び足の開放創
  - S91.0　足首の開放創
  - S91.1　爪の傷害を伴わない趾<足ゆび>の開放創
  - S91.2　爪の傷害を伴う趾<足ゆび>の開放創
  - S91.3　足のその他の部位の開放創
  - S91.7　足首及び足の多発性開放創
- S92　足の骨折，足首を除く
  - S92.0　踵骨骨折
  - S92.1　距骨骨折
  - S92.2　その他の足根骨の骨折
  - S92.3　中足骨骨折
  - S92.4　母趾の骨折
  - S92.5　その他の趾<足ゆび>の骨折
  - S92.7　足の多発骨折
  - S92.9　足の骨折，詳細不明
- S93　足首及び足の関節及び靱帯の脱臼，捻挫及びストレイン
  - S93.0　足首の脱臼
  - S93.1　趾<足ゆび>の脱臼
  - S93.2　足首及び足の靱帯の断裂
  - S93.3　足のその他及び部位不明の脱臼
  - S93.4　足首の捻挫及びストレイン
  - S93.5　趾<足ゆび>の捻挫及びストレイン
  - S93.6　足のその他及び部位不明の捻挫及びストレイン
- S94　足首及び足の神経損傷
  - S94.0　外側足底神経損傷
  - S94.1　内側足底神経損傷
  - S94.2　足首及び足の深腓骨神経損傷
  - S94.3　足首及び足の皮膚知覚神経損傷
  - S94.7　足首及び足の多発性神経損傷
  - S94.8　足首及び足のその他の神経損傷
  - S94.9　足首及び足の詳細不明の神経損傷
- S95　足首及び足の血管損傷
  - S95.0　足背動脈損傷
  - S95.1　足底動脈損傷
  - S95.2　足背静脈損傷
  - S95.7　足首及び足の多発性血管損傷
  - S95.8　足首及び足のその他の血管損傷
  - S95.9　足首及び足の詳細不明の血管損傷
- S96　足首及び足の筋及び腱の損傷
  - S96.0　足首及び足の長趾屈筋の筋及び腱の損傷
  - S96.1　足首及び足の長趾伸筋の筋及び腱の損傷
  - S96.2　足首及び足の内転筋及び腱の損傷
  - S96.7　足首及び足の筋及び腱の多発性損傷
  - S96.8　足首及び足のその他の筋及び腱の損傷
  - S96.9　足首及び足の詳細不明の筋及び腱の損傷
- S97　足首及び足の挫滅損傷
  - S97.0　足首の挫滅損傷
  - S97.1　趾<足ゆび>の挫滅損傷
  - S97.8　足首及び足のその他の部位の挫滅損傷
- S98　足首及び足の外傷性切断
  - S98.0　足首の外傷性切断
  - S98.1　単趾<足ゆび>の外傷性切断
  - S98.2　２趾<足ゆび>以上の外傷性切断
  - S98.3　足のその他の部位の外傷性切断
  - S98.4　足の外傷性切断，部位不明
- S99　足首及び足のその他及び詳細不明の損傷
  - S99.7　足首及び足の多発性損傷
  - S99.8　足首及び足のその他の明示された損傷
  - S99.9　足首及び足の詳細不明の損傷

### (T00-T07)　多部位の損傷
- T00　多部位の表在損傷
  - T00.0　頭部の表在損傷，頚部の表在損傷を伴うもの
  - T00.1　胸部<郭>の表在損傷，腹部，下背部及び骨盤部の表在損傷を伴うもの
  - T00.2　上肢の多部位の表在損傷
  - T00.3　下肢の多部位の表在損傷
  - T00.6　上肢の多部位の表在損傷，下肢の表在損傷を伴うもの
  - T00.8　その他の複合部位の表在損傷
  - T00.9　多発性表在損傷，詳細不明
- T01　多部位の開放創
  - T01.0　頭部の開放創，頚部の開放創を伴うもの
  - T01.1　胸部<郭>の開放創，腹部，下背部及び骨盤部の開放創を伴うもの
  - T01.2　上肢の多部位の開放創
  - T01.3　下肢の多部位の開放創
  - T01.6　上肢の多部位の開放創，下肢の開放創を伴うもの
  - T01.8　その他の複合部位の開放創
  - T01.9　多発性開放創，詳細不明
- T02　多部位の骨折
  - T02.0　頭部の骨折，頚部の骨折を伴うもの
  - T02.1　胸部<郭>の骨折，下背部及び骨盤部の骨折を伴うもの
  - T02.2　一側上肢の多部位の骨折
  - T02.3　一側下肢の多部位の骨折
  - T02.4　両側上肢の多部位の骨折
  - T02.5　両側下肢の多部位の骨折
  - T02.6　上肢の多部位の骨折，下肢の骨折を伴うもの
  - T02.7　胸部<郭>の骨折，下背部及び(四)肢を含む骨盤部の骨折を伴うもの
  - T02.8　その他の複合部位の骨折
  - T02.9　多発骨折，詳細不明
- T03　多部位の脱臼，捻挫及びストレイン
  - T03.0　頭部の脱臼，捻挫及びストレイン，頚部の同様の損傷を伴うもの
  - T03.1　胸部<郭>の脱臼，捻挫及びストレイン，下背部及び骨盤部の同様の損傷を伴うもの
  - T03.2　上肢の多部位の脱臼，捻挫及びストレイン
  - T03.3　下肢の多部位の脱臼，捻挫及びストレイン
  - T03.4　上肢の多部位の脱臼，捻挫及びストレイン，下肢の同様の損傷を伴うもの
  - T03.8　その他の複合部位の脱臼，捻挫及びストレイン
  - T03.9　多発性の脱臼，捻挫及びストレイン，詳細不明
- T04　多部位の挫滅損傷
  - T04.0　頭部の挫滅損傷，頚部の挫滅損傷を伴うもの
  - T04.1　胸部<郭>の挫滅損傷，腹部，下背部及び骨盤部の挫滅損傷を伴うもの
  - T04.2　上肢の多部位の挫滅損傷
  - T04.3　下肢の多部位の挫滅損傷
  - T04.4　上肢の多部位の挫滅損傷，下肢の挫滅損傷を伴うもの
  - T04.7　胸部<郭>の挫滅損傷，腹部，下背部及び(四)肢を含む骨盤部の挫滅損傷を伴うもの
  - T04.8　その他の複合部位の挫滅損傷
  - T04.9　多発性挫滅損傷，詳細不明
- T05　多部位の外傷性切断
  - T05.0　両手の外傷性切断
  - T05.1　一側の手及び他側の腕[各部位，手を除く]の外傷性切断
  - T05.2　両腕[各部位]の外傷性切断
  - T05.3　両足の外傷性切断
  - T05.4　一側の足及び他側の脚[各部位，足を除く]の外傷性切断
  - T05.5　両脚[各部位]の外傷性切断
  - T05.6　上肢及び下肢の複合[各部位]の外傷性切断
  - T05.8　その他の複合部位の外傷性切断
  - T05.9　多発性外傷性切断，詳細不明
- T06　多部位のその他の損傷，他に分類されないもの
  - T06.0　脳及び脳神経の損傷，頚部の神経及び脊髄の損傷を伴うもの
  - T06.1　その他の多部位の神経及び脊髄の損傷
  - T06.2　多部位の神経損傷
  - T06.3　多部位の血管損傷
  - T06.4　多部位の筋及び腱の損傷
  - T06.5　胸腔内臓器損傷，腹腔内臓器及び骨盤臓器の損傷を伴うもの
  - T06.8　多部位のその他の明示された損傷
- T07　詳細不明の多発性損傷

### (T08-T14)　部位不明の体幹もしくは四肢の損傷又は部位不明の損傷
- T08　脊椎骨折，部位不明
- T09　脊椎及び体幹のその他の損傷，部位不明
  - T09.0　体幹の表在損傷，部位不明
  - T09.1　体幹の開放創，部位不明
  - T09.2　体幹の詳細不明の関節及び靱帯の脱臼，捻挫及びストレイン
  - T09.3　脊髄損傷，部位不明
  - T09.4　体幹の詳細不明の神経，脊髄神経根及び神経そう<叢>の損傷
  - T09.5　体幹の詳細不明の筋及び腱の損傷
  - T09.6　体幹の外傷性切断，部位不明
  - T09.8　体幹のその他の明示された損傷，部位不明
  - T09.9　体幹の詳細不明の損傷，部位不明
- T10　上肢の骨折，部位不明
- T11　上肢のその他の損傷，部位不明
  - T11.0　上肢の表在損傷，部位不明
  - T11.1　上肢の開放創，部位不明
  - T11.2　上肢の詳細不明の関節及び靱帯の脱臼，捻挫及びストレイン，部位不明
  - T11.3　上肢の詳細不明の神経損傷，部位不明
  - T11.4　上肢の詳細不明の血管損傷，部位不明
  - T11.5　上肢の詳細不明の筋及び腱の損傷，部位不明
  - T11.6　上肢の外傷性切断，部位不明
  - T11.8　上肢のその他の明示された損傷，部位不明
  - T11.9　上肢の詳細不明の損傷，部位不明
- T12　下肢の骨折，部位不明
- T13　下肢のその他の損傷，部位不明
  - T13.0　下肢の表在損傷，部位不明
  - T13.1　下肢の開放創，部位不明
  - T13.2　下肢の詳細不明の関節及び靱帯の脱臼，捻挫及びストレイン，部位不明
  - T13.3　下肢の詳細不明の神経損傷，部位不明
  - T13.4　下肢の詳細不明の血管損傷，部位不明
  - T13.5　下肢の詳細不明の筋及び腱の損傷，部位不明
  - T13.6　下肢の外傷性切断，部位不明
  - T13.8　下肢のその他の明示された損傷，部位不明
  - T13.9　下肢の詳細不明の損傷，部位不明
- T14　部位不明の損傷
  - T14.0　部位不明の表在損傷
  - T14.1　部位不明の開放創
  - T14.2　部位不明の骨折
  - T14.3　部位不明の脱臼，捻挫及びストレイン
  - T14.4　部位不明の神経損傷
  - T14.5　部位不明の血管損傷
  - T14.6　部位不明の筋及び腱の損傷
  - T14.7　部位不明の挫滅損傷及び外傷性切断
  - T14.8　部位不明のその他の損傷
  - T14.9　損傷，詳細不明

### (T15-T19)　自然開口部からの異物侵入の作用
- T15　外眼における異物
  - T15.0　角膜内異物
  - T15.1　結膜のう<嚢>内異物
  - T15.8　外眼のその他の部位及び多部位における異物
  - T15.9　外眼における異物，部位不明
- T16　耳内異物
- T17　気道内異物
  - T17.0　副鼻腔内異物
  - T17.1　鼻腔内異物
  - T17.2　咽頭内異物
  - T17.3　喉頭内異物
  - T17.4　気管内異物
  - T17.5　気管支内異物
  - T17.8　気道のその他の部位及び多部位における異物
  - T17.9　気道内異物，部位不明
- T18　消化管内異物
  - T18.0　口腔内異物
  - T18.1　食道内異物
  - T18.2　胃内異物
  - T18.3　小腸内異物
  - T18.4　大腸内異物
  - T18.5　肛門及び直腸内異物
  - T18.8　消化管のその他の部位及び多部位における異物
  - T18.9　消化管内異物，部位不明
- T19　尿路性器内異物
  - T19.0　尿道内異物
  - T19.1　膀胱内異物
  - T19.2　外陰及び腟内異物
  - T19.3　子宮内異物[各部位]
  - T19.8　尿路性器のその他の部位及び多部位における異物
  - T19.9　尿路性器内異物，部位不明

### (T20-T32)熱傷及び腐食
- T20　頭部及び頚部の熱傷及び腐食
  - T20.0　頭部及び頚部の程度不明の熱傷
  - T20.1　頭部及び頚部の第１度熱傷
  - T20.2　頭部及び頚部の第２度熱傷
  - T20.3　頭部及び頚部の第３度熱傷
  - T20.4　頭部及び頚部の程度不明の腐食
  - T20.5　頭部及び頚部の第１度腐食
  - T20.6　頭部及び頚部の第２度腐食
  - T20.7　頭部及び頚部の第３度腐食
- T21　体幹の熱傷及び腐食
  - T21.0　体幹の程度不明の熱傷
  - T21.1　体幹の第１度熱傷
  - T21.2　体幹の第２度熱傷
  - T21.3　体幹の第３度熱傷
  - T21.4　体幹の程度不明の腐食
  - T21.5　体幹の第１度腐食
  - T21.6　体幹の第２度腐食
  - T21.7　体幹の第３度腐食
- T22　肩及び上肢の熱傷及び腐食，手首及び手を除く
  - T22.0　肩及び上肢の程度不明の熱傷，手首及び手を除く
  - T22.1　肩及び上肢の第１度熱傷，手首及び手を除く
  - T22.2　肩及び上肢の第２度熱傷，手首及び手を除く
  - T22.3　肩及び上肢の第３度熱傷，手首及び手を除く
  - T22.4　肩及び上肢の程度不明の腐食，手首及び手を除く
  - T22.5　肩及び上肢の第１度腐食，手首及び手を除く
  - T22.6　肩及び上肢の第２度腐食，手首及び手を除く
  - T22.7　肩及び上肢の第３度腐食，手首及び手を除く
- T23　手首及び手の熱傷及び腐食
  - T23.0　手首及び手の程度不明の熱傷
  - T23.1　手首及び手の第１度熱傷
  - T23.2　手首及び手の第２度熱傷
  - T23.3　手首及び手の第３度熱傷
  - T23.4　手首及び手の程度不明の腐食
  - T23.5　手首及び手の第１度腐食
  - T23.6　手首及び手の第２度腐食
  - T23.7　手首及び手の第３度腐食
- T24　股関節部及び下肢の熱傷及び腐食，足首及び足を除く
  - T24.0　股関節部及び下肢の程度不明の熱傷，足首及び足を除く
  - T24.1　股関節部及び下肢の第１度熱傷，足首及び足を除く
  - T24.2　股関節部及び下肢の第２度熱傷，足首及び足を除く
  - T24.3　股関節部及び下肢の第３度熱傷，足首及び足を除く
  - T24.4　股関節部及び下肢の程度不明の腐食，足首及び足を除く
  - T24.5　股関節部及び下肢の第１度腐食，足首及び足を除く
  - T24.6　股関節部及び下肢の第２度腐食，足首及び足を除く
  - T24.7　股関節部及び下肢の第３度腐食，足首及び足を除く
- T25　足首及び足の熱傷及び腐食
  - T25.0　足首及び足の程度不明の熱傷
  - T25.1　足首及び足の第１度熱傷
  - T25.2　足首及び足の第２度熱傷
  - T25.3　足首及び足の第３度熱傷
  - T25.4　足首及び足の程度不明の腐食
  - T25.5　足首及び足の第１度腐食
  - T25.6　足首及び足の第２度腐食
  - T25.7　足首及び足の第３度腐食
- T26　眼及び付属器に限局する熱傷及び腐食
  - T26.0　眼瞼び眼球周囲の熱傷
  - T26.1　角膜及び結膜のう<嚢>の熱傷
  - T26.2　眼球破裂及び破壊を伴う熱傷
  - T26.3　眼及び付属器のその他の部位の熱傷
  - T26.4　眼及び付属器の熱傷，部位不明
  - T26.5　眼瞼び眼球周囲の腐食
  - T26.6　角膜及び結膜のう<嚢>の腐食
  - T26.7　眼球破裂及び破壊を伴う腐食
  - T26.8　眼及び付属器のその他の部位の腐食
  - T26.9　眼及び付属器の腐食，部位不明
- T27　気道の熱傷及び腐食
  - T27.0　喉頭及び気管の熱傷
  - T27.1　喉頭及び気管の熱傷，肺の熱傷を伴うもの
  - T27.2　気道のその他の部位の熱傷
  - T27.3　気道の熱傷，部位不明
  - T27.4　喉頭及び気管の腐食
  - T27.5　喉頭及び気管の腐食，肺の腐食を伴うもの
  - T27.6　気道のその他の部位の腐食
  - T27.7　気道の腐食，部位不明
- T28　その他の内臓の熱傷及び腐食
  - T28.0　口腔及び咽頭の熱傷
  - T28.1　食道の熱傷
  - T28.2　消化管のその他の部位の熱傷
  - T28.3　内部腎尿路生殖器の熱傷
  - T28.4　その他及び詳細不明の内臓の熱傷
  - T28.5　口腔及び咽頭の腐食
  - T28.6　食道の腐食
  - T28.7　消化管のその他の部位の腐食
  - T28.8　内部腎尿路生殖器の腐食
  - T28.9　その他及び詳細不明の内臓の腐食
- T29　多部位の熱傷及び腐食
  - T29.0　多部位の熱傷，程度不明
  - T29.1　多部位の熱傷，第１度以下と記載されたもの
  - T29.2　多部位の熱傷，第２度以下と記載されたもの
  - T29.3　多部位の熱傷，少なくとも１か所が第３度と記載されたもの
  - T29.4　多部位の腐食，程度不明
  - T29.5　多部位の腐食，第１度以下と記載されたもの
  - T29.6　多部位の腐食，第２度以下と記載されたもの
  - T29.7　多部位の腐食，少なくとも１か所が第３度と記載されたもの
- T30　熱傷及び腐食，部位不明
  - T30.0　部位不明の熱傷，程度不明
  - T30.1　第１度熱傷，部位不明
  - T30.2　第２度熱傷，部位不明
  - T30.3　第３度熱傷，部位不明
  - T30.4　部位不明の腐食，程度不明
  - T30.5　第１度腐食，部位不明
  - T30.6　第２度腐食，部位不明
  - T30.7　第３度腐食，部位不明
- T31　傷害された体表面積による熱傷分類
  - T31.0　体表面積10％未満の熱傷
  - T31.1　体表面積10－19％の熱傷
  - T31.2　体表面積20－29％の熱傷
  - T31.3　体表面積30－39％の熱傷
  - T31.4　体表面積40－49％の熱傷
  - T31.5　体表面積50－59％の熱傷
  - T31.6　体表面積60－69％の熱傷
  - T31.7　体表面積70－79％の熱傷
  - T31.8　体表面積80－89％の熱傷
  - T31.9　体表面積90％以上の熱傷
- T32　傷害された体表面積による腐食分類
  - T32.0　体表面積10％未満の腐食
  - T32.1　体表面積10－19％の腐食
  - T32.2　体表面積20－29％の腐食
  - T32.3　体表面積30－39％の腐食
  - T32.4　体表面積40－49％の腐食
  - T32.5　体表面積50－59％の腐食
  - T32.6　体表面積60－69％の腐食
  - T32.7　体表面積70－79％の腐食
  - T32.8　体表面積80－89％の腐食
  - T32.9　体表面積90％以上の腐食

### (T33-T35)凍傷
- T33　表在性凍傷
  - T33.0　頭部の表在性凍傷
  - T33.1　頚部の表在性凍傷
  - T33.2　胸部<郭>の表在性凍傷
  - T33.3　腹壁，下背部及び骨盤部の表在性凍傷
  - T33.4　腕の表在性凍傷
  - T33.5　手首及び手の表在性凍傷
  - T33.6　股関節部及び大腿の表在性凍傷
  - T33.7　膝及び下腿の表在性凍傷
  - T33.8　足首及び足の表在性凍傷
  - T33.9　その他及び部位不明の表在性凍傷
- T34　組織え<壊>死を伴う凍傷
  - T34.0　頭部の組織え<壊>死を伴う凍傷
  - T34.1　頚部の組織え<壊>死を伴う凍傷
  - T34.2　胸部<郭>の組織え<壊>死を伴う凍傷
  - T34.3　腹壁，下背部及び骨盤部の組織え<壊>死を伴う凍傷
  - T34.4　腕の組織え<壊>死を伴う凍傷
  - T34.5　手首及び手の組織え<壊>死を伴う凍傷
  - T34.6　股関節部及び大腿の組織え<壊>死を伴う凍傷
  - T34.7　膝及び下腿の組織え<壊>死を伴う凍傷
  - T34.8　足首及び足の組織え<壊>死を伴う凍傷
  - T34.9　その他及び部位不明の組織え<壊>死を伴う凍傷
- T35　多部位の凍傷及び詳細不明の凍傷
  - T35.0　多部位の表在性凍傷
  - T35.1　多部位の組織え<壊>死を伴う凍傷
  - T35.2　頭部及び頚部の詳細不明の凍傷
  - T35.3　胸部<郭>，腹部，下背部及び骨盤部の詳細不明の凍傷
  - T35.4　上肢の詳細不明の凍傷
  - T35.5　下肢の詳細不明の凍傷
  - T35.6　多部位の詳細不明の凍傷
  - T35.7　詳細不明の凍傷，部位不明

### (T36-T50)　薬物，薬剤及び生物学的製剤による中毒
- T36　全身性抗生物質による中毒
  - T36.0　全身性抗生物質による中毒，ペニシリン系
  - T36.1　全身性抗生物質による中毒，セファロスポリン系及びその他のベータラクタム系抗生物質
  - T36.2　全身性抗生物質による中毒，クロラムフェニコール系
  - T36.3　全身性抗生物質による中毒，マクロライド系
  - T36.4　全身性抗生物質による中毒，テトラサイクリン系
  - T36.5　全身性抗生物質による中毒，アミノグリコシド系
  - T36.6　全身性抗生物質による中毒，リファマイシン系
  - T36.7　全身性抗生物質による中毒，全身性抗真菌性抗生物質
  - T36.8　全身性抗生物質による中毒，その他の全身性抗生物質
  - T36.9　全身性抗生物質による中毒，全身性抗生物質，詳細不明
- T37　その他の全身性抗感染薬及び抗寄生虫薬による中毒
  - T37.0　その他の全身性抗感染薬及び抗寄生虫薬による中毒，サルファ剤
  - T37.1　その他の全身性抗感染薬及び抗寄生虫薬による中毒，抗ミコバクテリア薬
  - T37.2　その他の全身性抗感染薬及び抗寄生虫薬による中毒，抗マラリア薬及びその他の血液寄生性原虫類に作用する薬物
  - T37.3　その他の全身性抗感染薬及び抗寄生虫薬による中毒，その他の抗原虫薬
  - T37.4　その他の全身性抗感染薬及び抗寄生虫薬による中毒，駆虫薬
  - T37.5　その他の全身性抗感染薬及び抗寄生虫薬による中毒，抗ウイルス薬
  - T37.8　その他の全身性抗感染薬及び抗寄生虫薬による中毒，その他の明示された全身性抗感染薬及び抗寄生虫薬
  - T37.9　その他の全身性抗感染薬及び抗寄生虫薬による中毒，全身性抗感染薬及び抗寄生虫薬，詳細不明
- T38　ホルモン類，その合成代替薬及び拮抗薬による中毒，他に分類されないもの
  - T38.0　ホルモン類，その合成代替薬及び拮抗薬による中毒，他に分類されないもの，グルコ<糖質>コルチコイド類及びその合成類似薬
  - T38.1　ホルモン類，その合成代替薬及び拮抗薬による中毒，他に分類されないもの，甲状腺ホルモン類及びその代替薬
  - T38.2　ホルモン類，その合成代替薬及び拮抗薬による中毒，他に分類されないもの，抗甲状腺薬
  - T38.3　ホルモン類，その合成代替薬及び拮抗薬による中毒，他に分類されないもの，インスリン及び経口血糖降下薬[抗糖尿病薬]
  - T38.4　ホルモン類，その合成代替薬及び拮抗薬による中毒，他に分類されないもの，経口避妊薬
  - T38.5　ホルモン類，その合成代替薬及び拮抗薬による中毒，他に分類されないもの，その他の卵胞ホルモン類及び黄体ホルモン類
  - T38.6　ホルモン類，その合成代替薬及び拮抗薬による中毒，他に分類されないもの，抗性腺刺激ホルモン類，抗卵胞ホルモン類，抗男性ホルモン類，他に分類されないもの
  - T38.7　ホルモン類，その合成代替薬及び拮抗薬による中毒，他に分類されないもの，男性ホルモン類及びたんぱく<蛋白>同化作用薬
  - T38.8　ホルモン類，その合成代替薬及び拮抗薬による中毒，他に分類されないもの，その他及び詳細不明のホルモン類及びその合成代替薬
  - T38.9　ホルモン類，その合成代替薬及び拮抗薬による中毒，他に分類されないもの，その他及び詳細不明のホルモン拮抗薬
- T39　非オピオイド系鎮痛薬，解熱薬及び抗リウマチ薬による中毒
  - T39.0　非オピオイド系鎮痛薬，解熱薬及び抗リウマチ薬による中毒，サリチル酸誘導体
  - T39.1　非オピオイド系鎮痛薬，解熱薬及び抗リウマチ薬による中毒，4-アミノフェノール誘導体
  - T39.2　非オピオイド系鎮痛薬，解熱薬及び抗リウマチ薬による中毒，ピラゾロン誘導体
  - T39.3　非オピオイド系鎮痛薬，解熱薬及び抗リウマチ薬による中毒，その他の非ステロイド系抗炎症薬[ＮＳＡＩＤ]
  - T39.4　非オピオイド系鎮痛薬，解熱薬及び抗リウマチ薬による中毒，抗リウマチ薬，他に分類されないもの
  - T39.8　非オピオイド系鎮痛薬，解熱薬及び抗リウマチ薬による中毒，その他の非オピオイド系鎮痛薬及び解熱薬，他に分類されないもの
  - T39.9　非オピオイド系鎮痛薬，解熱薬及び抗リウマチ薬による中毒，非オピオイド系鎮痛薬，解熱薬及び抗リウマチ薬，詳細不明
- T40　麻薬及び精神変容薬[幻覚発現薬]による中毒
  - T40.0　麻薬及び精神変容薬[幻覚発現薬]による中毒，アヘン
  - T40.1　麻薬及び精神変容薬[幻覚発現薬]による中毒，ヘロイン
  - T40.2　麻薬及び精神変容薬[幻覚発現薬]による中毒，その他のオピオイド類<アヘン関連麻薬>
  - T40.3　麻薬及び精神変容薬[幻覚発現薬]による中毒，メタドン
  - T40.4　麻薬及び精神変容薬[幻覚発現薬]による中毒，その他の合成麻薬
  - T40.5　麻薬及び精神変容薬[幻覚発現薬]による中毒，コカイン
  - T40.6　麻薬及び精神変容薬[幻覚発現薬]による中毒，その他及び詳細不明の麻薬
  - T40.7　麻薬及び精神変容薬[幻覚発現薬]による中毒，大麻(誘導体)
  - T40.8　麻薬及び精神変容薬[幻覚発現薬]による中毒，リゼルギド[ＬＳＤ]
  - T40.9　麻薬及び精神変容薬[幻覚発現薬]による中毒，その他及び詳細不明の精神変容薬[幻覚発現薬]
- T41　麻酔薬及び治療用ガス類による中毒
  - T41.0　麻酔薬及び治療用ガス類による中毒，吸入麻酔薬
  - T41.1　麻酔薬及び治療用ガス類による中毒，静脈麻酔薬
  - T41.2　麻酔薬及び治療用ガス類による中毒，その他及び詳細不明の全身麻酔薬
  - T41.3　麻酔薬及び治療用ガス類による中毒，局所麻酔薬
  - T41.4　麻酔薬及び治療用ガス類による中毒，麻酔薬，詳細不明
  - T41.5　麻酔薬及び治療用ガス類による中毒，治療用ガス類
- T42　抗てんかん薬，鎮静・催眠薬及び抗パーキンソン病薬による中毒
  - T42.0　抗てんかん薬，鎮静・催眠薬及び抗パーキンソン病薬による中毒，ヒダントイン誘導体
  - T42.1　抗てんかん薬，鎮静・催眠薬及び抗パーキンソン病薬による中毒，イミノスチルベン類
  - T42.2　抗てんかん薬，鎮静・催眠薬及び抗パーキンソン病薬による中毒，コハク酸イミド類及びオキサゾリジンジオン類
  - T42.3　抗てんかん薬，鎮静・催眠薬及び抗パーキンソン病薬による中毒，バルビツレート
  - T42.4　抗てんかん薬，鎮静・催眠薬及び抗パーキンソン病薬による中毒，ベンゾジアゼピン類
  - T42.5　抗てんかん薬，鎮静・催眠薬及び抗パーキンソン病薬による中毒，抗てんかん薬の合剤，他に分類されないもの
  - T42.6　抗てんかん薬，鎮静・催眠薬及び抗パーキンソン病薬による中毒，その他の抗てんかん薬及び鎮静・催眠薬
  - T42.7　抗てんかん薬，鎮静・催眠薬及び抗パーキンソン病薬による中毒，抗てんかん薬及び鎮静・催眠薬，詳細不明
  - T42.8　抗てんかん薬，鎮静・催眠薬及び抗パーキンソン病薬による中毒，抗パーキンソン病薬及びその他の中枢性筋し<弛>緩薬
- T43　向精神薬による中毒，他に分類されないもの
  - T43.0　向精神薬による中毒，他に分類されないもの，三環系及び四環系抗うつ薬
  - T43.1　向精神薬による中毒，他に分類されないもの，モノアミンオキシダーゼ阻害性抗うつ薬
  - T43.2　向精神薬による中毒，他に分類されないもの，その他及び詳細不明の抗うつ薬
  - T43.3　向精神薬による中毒，他に分類されないもの，フェノチアジン系抗精神病薬及び神経抑制薬
  - T43.4　向精神薬による中毒，他に分類されないもの，ブチロフェノン系及びチオキサンテン系神経抑制薬
  - T43.5　向精神薬による中毒，他に分類されないもの，その他及び詳細不明の抗精神病薬及び神経抑制薬
  - T43.6　向精神薬による中毒，他に分類されないもの，乱用される可能性のある興奮薬
  - T43.8　向精神薬による中毒，他に分類されないもの，その他の向精神薬，他に分類されないもの
  - T43.9　向精神薬による中毒，他に分類されないもの，向精神薬，詳細不明
- T44　主として自律神経系に作用する薬物による中毒
  - T44.0　主として自律神経系に作用する薬物による中毒，コリンエステラーゼ阻害薬
  - T44.1　主として自律神経系に作用する薬物による中毒，その他の副交感神経興奮薬[コリン作動薬]
  - T44.2　主として自律神経系に作用する薬物による中毒，神経節遮断薬，他に分類されないもの
  - T44.3　主として自律神経系に作用する薬物による中毒，その他の副交感神経遮断薬[抗コリン及び抗ムスカリン作動薬]及び鎮けい<痙>薬，他に分類されないもの
  - T44.4　主として自律神経系に作用する薬物による中毒，アルファアドレナリン受容体作動性を主とする薬，他に分類されないもの
  - T44.5　主として自律神経系に作用する薬物による中毒，ベータアドレナリン受容体作動性を主とする薬，他に分類されないもの
  - T44.6　主として自律神経系に作用する薬物による中毒，アルファアドレナリン受容体拮抗薬，他に分類されないもの
  - T44.7　主として自律神経系に作用する薬物による中毒，ベータアドレナリン受容体拮抗薬，他に分類されないもの
  - T44.8　主として自律神経系に作用する薬物による中毒，中枢作動性及びアドレナリン作動性神経遮断薬，他に分類されないもの
  - T44.9　主として自律神経系に作用する薬物による中毒，主として自律神経系に作用するその他及び詳細不明の薬物
- T45　主として全身及び血液に作用する薬物による中毒，他に分類されないもの
  - T45.0　主として全身及び血液に作用する薬物による中毒，他に分類されないもの，抗アレルギー薬及び制吐薬
  - T45.1　主として全身及び血液に作用する薬物による中毒，他に分類されないもの，抗腫瘍薬及び免疫抑制薬
  - T45.2　主として全身及び血液に作用する薬物による中毒，他に分類されないもの，ビタミン類，他に分類されないもの
  - T45.3　主として全身及び血液に作用する薬物による中毒，他に分類されないもの，酵素類，他に分類されないもの
  - T45.4　主として全身及び血液に作用する薬物による中毒，他に分類されないもの，鉄剤及びその化合物
  - T45.5　主として全身及び血液に作用する薬物による中毒，他に分類されないもの，抗血液凝固薬
  - T45.6　主として全身及び血液に作用する薬物による中毒，他に分類されないもの，血栓溶解薬
  - T45.7　主として全身及び血液に作用する薬物による中毒，他に分類されないもの，血液凝固薬，ビタミンＫ及びその他の血液凝固薬
  - T45.8　主として全身及び血液に作用する薬物による中毒，他に分類されないもの，主として全身及び血液に作用するその他の薬物
  - T45.9　主として全身及び血液に作用する薬物による中毒，他に分類されないもの，主として全身及び血液に作用する薬物，詳細不明
- T46　主として心血管系に作用する薬物による中毒
  - T46.0　主として心血管系に作用する薬物による中毒，強心配糖体及び類似作用薬
  - T46.1　主として心血管系に作用する薬物による中毒，カルシウム拮抗薬
  - T46.2　主として心血管系に作用する薬物による中毒，その他の抗不整脈薬，他に分類されないもの
  - T46.3　主として心血管系に作用する薬物による中毒，冠血管拡張薬，他に分類されないもの
  - T46.4　主として心血管系に作用する薬物による中毒，アンギオテンシン変換酵素阻害薬
  - T46.5　主として心血管系に作用する薬物による中毒，その他の血圧降下薬，他に分類されないもの
  - T46.6　主として心血管系に作用する薬物による中毒，抗脂血薬及び動脈硬化治療薬
  - T46.7　主として心血管系に作用する薬物による中毒，末梢血管拡張薬
  - T46.8　主として心血管系に作用する薬物による中毒，静脈瘤治療薬，硬化薬を含む
  - T46.9　主として心血管系に作用する薬物による中毒，主として心血管系に作用するその他及び詳細不明の薬物
- T47　主として消化器系に作用する薬物による中毒
  - T47.0　主として消化器系に作用する薬物による中毒，ヒスタミンＨ2受容体拮抗薬
  - T47.1　主として消化器系に作用する薬物による中毒，その他の制酸薬及び胃液分泌抑制薬
  - T47.2　主として消化器系に作用する薬物による中毒，刺激性緩下薬
  - T47.3　主として消化器系に作用する薬物による中毒，塩類及び浸透圧性緩下薬
  - T47.4　主として消化器系に作用する薬物による中毒，その他の緩下薬
  - T47.5　主として消化器系に作用する薬物による中毒，消化薬
  - T47.6　主として消化器系に作用する薬物による中毒，止しゃ薬
  - T47.7　主として消化器系に作用する薬物による中毒，催吐薬
  - T47.8　主として消化器系に作用する薬物による中毒，主として消化器系に作用するその他の薬物
  - T47.9　主として消化器系に作用する薬物による中毒，主として消化器系に作用する薬物，詳細不明
- T48　主として平滑筋，骨格筋及び呼吸器系に作用する薬物による中毒
  - T48.0　主として平滑筋，骨格筋及び呼吸器系に作用する薬物による中毒，子宮収縮薬
  - T48.1　主として平滑筋，骨格筋及び呼吸器系に作用する薬物による中毒，骨格筋し<弛>緩薬[神経筋遮断薬]
  - T48.2　主として平滑筋，骨格筋及び呼吸器系に作用する薬物による中毒，主として筋肉に作用するその他及び詳細不明の薬物
  - T48.3　主として平滑筋，骨格筋及び呼吸器系に作用する薬物による中毒，鎮咳薬
  - T48.4　主として平滑筋，骨格筋及び呼吸器系に作用する薬物による中毒，去痰薬
  - T48.5　主として平滑筋，骨格筋及び呼吸器系に作用する薬物による中毒，抗感冒薬
  - T48.6　主として平滑筋，骨格筋及び呼吸器系に作用する薬物による中毒，抗喘息薬，他に分類されないもの
  - T48.7　主として平滑筋，骨格筋及び呼吸器系に作用する薬物による中毒，主として呼吸器系に作用するその他及び詳細不明の薬物
- T49　主として皮膚及び粘膜に作用する局所用薬物，眼科用薬，耳鼻咽喉科用薬及び歯科用薬による中毒
  - T49.0　主として皮膚及び粘膜に作用する局所用薬物，眼科用薬，耳鼻咽喉科用薬及び歯科用薬による中毒，局所に適用する抗真菌薬，抗感染薬及び抗炎症薬，他に分類されないもの
  - T49.1　主として皮膚及び粘膜に作用する局所用薬物，眼科用薬，耳鼻咽喉科用薬及び歯科用薬による中毒，止痒薬
  - T49.2　主として皮膚及び粘膜に作用する局所用薬物，眼科用薬，耳鼻咽喉科用薬及び歯科用薬による中毒，局所に適用する収れん<斂>薬及び界面活性剤
  - T49.3　主として皮膚及び粘膜に作用する局所用薬物，眼科用薬，耳鼻咽喉科用薬及び歯科用薬による中毒，皮膚軟化薬，粘滑薬及び保護薬
  - T49.4　主として皮膚及び粘膜に作用する局所用薬物，眼科用薬，耳鼻咽喉科用薬及び歯科用薬による中毒，角質溶解剤，角質形成薬並びにその他の毛髪治療薬及び製剤
  - T49.5　主として皮膚及び粘膜に作用する局所用薬物，眼科用薬，耳鼻咽喉科用薬及び歯科用薬による中毒，眼科用薬及び製剤
  - T49.6　主として皮膚及び粘膜に作用する局所用薬物，眼科用薬，耳鼻咽喉科用薬及び歯科用薬による中毒，耳鼻咽喉科用薬及び製剤
  - T49.7　主として皮膚及び粘膜に作用する局所用薬物，眼科用薬，耳鼻咽喉科用薬及び歯科用薬による中毒，歯科用薬，局所用
  - T49.8　主として皮膚及び粘膜に作用する局所用薬物，眼科用薬，耳鼻咽喉科用薬及び歯科用薬による中毒，その他の局所用薬
  - T49.9　主として皮膚及び粘膜に作用する局所用薬物，眼科用薬，耳鼻咽喉科用薬及び歯科用薬による中毒，局所用薬，詳細不明
- T50　利尿薬，その他及び詳細不明の薬物，薬剤及び生物学的製剤による中毒
  - T50.0　利尿薬，その他及び詳細不明の薬物，薬剤及び生物学的製剤による中毒，ミネラル<鉱質>コルチコイド類及びその拮抗薬
  - T50.1　利尿薬，その他及び詳細不明の薬物，薬剤及び生物学的製剤による中毒，ループ[high-ceiling]利尿薬
  - T50.2　利尿薬，その他及び詳細不明の薬物，薬剤及び生物学的製剤による中毒，炭酸脱水酵素阻害薬，ベンゾチアジアジン誘導体及びその他の利尿薬
  - T50.3　利尿薬，その他及び詳細不明の薬物，薬剤及び生物学的製剤による中毒，電解質，カロリー及び水分平衡薬
  - T50.4　利尿薬，その他及び詳細不明の薬物，薬剤及び生物学的製剤による中毒，尿酸代謝に作用する薬物
  - T50.5　利尿薬，その他及び詳細不明の薬物，薬剤及び生物学的製剤による中毒，食欲減退薬
  - T50.6　利尿薬，その他及び詳細不明の薬物，薬剤及び生物学的製剤による中毒，解毒薬及びキレート剤，他に分類されないもの
  - T50.7　利尿薬，その他及び詳細不明の薬物，薬剤及び生物学的製剤による中毒，覚せい剤及びオピオイド<アヘン関連麻薬>受容体拮抗薬
  - T50.8　利尿薬，その他及び詳細不明の薬物，薬剤及び生物学的製剤による中毒，診断用薬
  - T50.9　利尿薬，その他及び詳細不明の薬物，薬剤及び生物学的製剤による中毒，その他及び詳細不明の薬物，薬剤及び生物学的製剤

### (T51-T65)　薬用を主としない物質の毒作用
- T51　アルコールの毒作用
  - T51.0　アルコールの毒作用，エタノール
  - T51.1　アルコールの毒作用，メタノール
  - T51.2　アルコールの毒作用，2-プロパノール
  - T51.3　アルコールの毒作用，フーゼル油
  - T51.8　アルコールの毒作用，その他のアルコール類
  - T51.9　アルコールの毒作用，アルコール，詳細不明
- T52　有機溶剤の毒作用
  - T52.0　有機溶剤の毒作用，石油製品
  - T52.1　有機溶剤の毒作用，ベンゼン
  - T52.2　有機溶剤の毒作用，ベンゼンの同族体
  - T52.3　有機溶剤の毒作用，グリコール類
  - T52.4　有機溶剤の毒作用，ケトン類
  - T52.8　有機溶剤の毒作用，その他の有機溶剤
  - T52.9　有機溶剤の毒作用，有機溶剤，詳細不明
- T53　脂肪族及び芳香族炭化水素のハロゲン誘導体の毒作用
  - T53.0　脂肪族及び芳香族炭化水素のハロゲン誘導体の毒作用，四塩化炭素
  - T53.1　脂肪族及び芳香族炭化水素のハロゲン誘導体の毒作用，クロロホルム
  - T53.2　脂肪族及び芳香族炭化水素のハロゲン誘導体の毒作用，トリクロロエチレン
  - T53.3　脂肪族及び芳香族炭化水素のハロゲン誘導体の毒作用，テトラクロロエチレン
  - T53.4　脂肪族及び芳香族炭化水素のハロゲン誘導体の毒作用，ジクロロメタン
  - T53.5　脂肪族及び芳香族炭化水素のハロゲン誘導体の毒作用，クロロフルオロカーボン類
  - T53.6　脂肪族及び芳香族炭化水素のハロゲン誘導体の毒作用，脂肪族炭化水素のその他のハロゲン誘導体
  - T53.7　脂肪族及び芳香族炭化水素のハロゲン誘導体の毒作用，芳香族炭化水素のその他のハロゲン誘導体
  - T53.9　脂肪族及び芳香族炭化水素のハロゲン誘導体の毒作用，脂肪族及び芳香族炭化水素のハロゲン誘導体，詳細不明
- T54　腐食性物質の毒作用
  - T54.0　腐食性物質の毒作用，フェノール及びフェノール同族体
  - T54.1　腐食性物質の毒作用，その他の腐食性有機化合物
  - T54.2　腐食性物質の毒作用，腐食性の酸類及び酸類似物質
  - T54.3　腐食性物質の毒作用，腐食性のアルカリ類及びアルカリ類似物質
  - T54.9　腐食性物質の毒作用，腐食性物質，詳細不明
- T55　石鹸及び洗浄剤の毒作用
- T56　金属の毒作用
  - T56.0　金属の毒作用，鉛及びその化合物
  - T56.1　金属の毒作用，水銀及びその化合物
  - T56.2　金属の毒作用，クロム及びその化合物
  - T56.3　金属の毒作用，カドミウム及びその化合物
  - T56.4　金属の毒作用，銅及びその化合物
  - T56.5　金属の毒作用，亜鉛及びその化合物
  - T56.6　金属の毒作用，錫及びその化合物
  - T56.7　金属の毒作用，ベリリウム及びその化合物
  - T56.8　金属の毒作用，その他の金属
  - T56.9　金属の毒作用，金属，詳細不明
- T57　その他の無機物質の毒作用
  - T57.0　その他の無機物質の毒作用，砒素及びその化合物
  - T57.1　その他の無機物質の毒作用，燐及びその化合物
  - T57.2　その他の無機物質の毒作用，マンガン及びその化合物
  - T57.3　その他の無機物質の毒作用，シアン化水素
  - T57.8　その他の無機物質の毒作用，その他の明示された無機物質
  - T57.9　その他の無機物質の毒作用，無機物質，詳細不明
- T58　一酸化炭素の毒作用
- T59　その他の気体，フューム及び蒸気の毒作用
  - T59.0　その他の気体，フューム及び蒸気の毒作用，窒素酸化物
  - T59.1　その他の気体，フューム及び蒸気の毒作用，窒素酸化物二酸化硫黄
  - T59.2　その他の気体，フューム及び蒸気の毒作用，窒素酸化物ホルムアルデヒド
  - T59.3　その他の気体，フューム及び蒸気の毒作用，窒素酸化物催涙性の気体
  - T59.4　その他の気体，フューム及び蒸気の毒作用，窒素酸化物塩素ガス
  - T59.5　その他の気体，フューム及び蒸気の毒作用，窒素酸化物フッ素ガス及びフッ化水素
  - T59.6　その他の気体，フューム及び蒸気の毒作用，窒素酸化物硫化水素
  - T59.7　その他の気体，フューム及び蒸気の毒作用，窒素酸化物二酸化炭素
  - T59.8　その他の気体，フューム及び蒸気の毒作用，窒素酸化物その他の明示された気体，フューム及び蒸気
  - T59.9　その他の気体，フューム及び蒸気の毒作用，窒素酸化物気体，フューム及び蒸気，詳細不明
- T60　農薬の毒作用
  - T60.0　農薬の毒作用，有機燐及びカルバメート殺虫剤
  - T60.1　農薬の毒作用，ハロゲン系殺虫剤
  - T60.2　農薬の毒作用，その他の殺虫剤
  - T60.3　農薬の毒作用，除草剤及び防黴剤
  - T60.4　農薬の毒作用，殺鼡剤
  - T60.8　農薬の毒作用，その他の農薬
  - T60.9　農薬の毒作用，農薬，詳細不明
- T61　海産食品として摂取された有害物質の毒作用
  - T61.0　海産食品として摂取された有害物質の毒作用，シグワテラ魚中毒
  - T61.1　海産食品として摂取された有害物質の毒作用，スコンブロイド魚中毒
  - T61.2　海産食品として摂取された有害物質の毒作用，その他の魚介類中毒
  - T61.8　海産食品として摂取された有害物質の毒作用，その他の海産食品の毒作用
  - T61.9　海産食品として摂取された有害物質の毒作用，詳細不明の海産食品の毒作用
- T62　食物として摂取されたその他の有害物質による毒作用
  - T62.0　食物として摂取されたその他の有害物質による毒作用，摂取されたきのこ
  - T62.1　食物として摂取されたその他の有害物質による毒作用，摂取された果実
  - T62.2　食物として摂取されたその他の有害物質による毒作用，その他の摂取された植物(一部)
  - T62.8　食物として摂取されたその他の有害物質による毒作用，食物として摂取されたその他の明示された有害物質
  - T62.9　食物として摂取されたその他の有害物質による毒作用，食物として摂取された有害物質，詳細不明
- T63　有毒動物との接触による毒作用
  - T63.0　有毒動物との接触による毒作用，ヘビ毒
  - T63.1　有毒動物との接触による毒作用，その他の爬虫類の毒
  - T63.2　有毒動物との接触による毒作用，サソリ毒
  - T63.3　有毒動物との接触による毒作用，クモ毒
  - T63.4　有毒動物との接触による毒作用，その他の節足動物の毒
  - T63.5　有毒動物との接触による毒作用，魚類との接触による毒作用
  - T63.6　有毒動物との接触による毒作用，その他の海生動物との接触による毒作用
  - T63.8　有毒動物との接触による毒作用，その他の有毒動物との接触による毒作用
  - T63.9　有毒動物との接触による毒作用，詳細不明の有毒動物との接触による毒作用
- T64　アフラトキシン及びその他の真菌毒素<マイコトキシン>による食物汚染物質の毒作用
- T65　その他及び詳細不明の物質の毒作用
  - T65.0　その他及び詳細不明の物質の毒作用，シアン化物
  - T65.1　その他及び詳細不明の物質の毒作用，ストリキニーネ及びその塩類
  - T65.2　その他及び詳細不明の物質の毒作用，タバコ及びニコチン
  - T65.3　その他及び詳細不明の物質の毒作用，ベンゼン及びその同族体のニトロ誘導体及びアミノ誘導体
  - T65.4　その他及び詳細不明の物質の毒作用，二硫化炭素
  - T65.5　その他及び詳細不明の物質の毒作用，ニトログリセリン及びその他の硝酸エステル
  - T65.6　その他及び詳細不明の物質の毒作用，塗料及び染料，他に分類されないもの
  - T65.8　その他及び詳細不明の物質の毒作用，その他の明示された物質の毒作用
  - T65.9　その他及び詳細不明の物質の毒作用，詳細不明の物質の毒作用

### (T66-T78)　外因のその他及び詳細不明の作用
- T66　放射線の作用，詳細不明
- T67　熱及び光線の作用
  - T67.0　熱射病及び日射病
  - T67.1　熱性失神
  - T67.2　熱(性)けいれん<痙攣>
  - T67.3　日射病，無汗性
  - T67.4　塩分喪失による日射病
  - T67.5　日射病，詳細不明
  - T67.6　熱疲労，一過性
  - T67.7　熱性浮腫
  - T67.8　熱及び光線のその他の作用
  - T67.9　熱及び光線の作用，詳細不明
- T68　低体温(症)
- T69　低温のその他の作用
  - T69.0　浸水した手及び足
  - T69.1　凍瘡<しもやけ>
  - T69.8　低温のその他の明示された作用
  - T69.9　低温の作用，詳細不明
- T70　気圧又は水圧の作用
  - T70.0　耳気圧外傷
  - T70.1　副鼻腔の気圧性外傷
  - T70.2　高所のその他及び詳細不明の作用
  - T70.3　潜函病<減圧病>
  - T70.4　高水圧の作用
  - T70.8　気圧及び水圧のその他の作用
  - T70.9　気圧及び水圧の作用，詳細不明
- T71　窒息
- T73　その他の欠乏・消耗の作用
  - T73.0　飢餓の作用
  - T73.1　口渇の作用
  - T73.2　曝露(不良環境)による消耗
  - T73.3　働き過ぎによる消耗
  - T73.8　欠乏・消耗のその他の作用
  - T73.9　欠乏・消耗の作用，詳細不明
- T74　虐待症候群
  - T74.0　怠慢又は遺棄
  - T74.1　身体的虐待
  - T74.2　性的虐待
  - T74.3　心理的虐待
  - T74.8　その他の虐待症候群
  - T74.9　虐待症候群，詳細不明
- T75　その他の外因の作用
  - T75.0　雷撃の作用
  - T75.1　溺死及び死に至らない溺水
  - T75.2　振動の作用
  - T75.3　動揺病
  - T75.4　電流の作用
  - T75.8　外因のその他の明示された作用
- T78　有害作用，他に分類されないもの
  - T78.0　有害食物反応によるアナフィラキシーショック
  - T78.1　その他の有害食物反応，他に分類されないもの
  - T78.2　アナフィラキシーショック，詳細不明
  - T78.3　血管神経浮腫
  - T78.4　アレルギー，詳細不明
  - T78.8　その他の有害作用，他に分類されないもの
  - T78.9　有害作用，詳細不明

### (T79-)　外傷の早期合併症
- T79　外傷の早期合併症，他に分類されないもの
  - T79.0　空気塞栓症(外傷性)
  - T79.1　脂肪塞栓症(外傷性)
  - T79.2　外傷性続発性出血及び再発性出血
  - T79.3　外傷後の創傷感染症，他に分類されないもの
  - T79.4　外傷性ショック
  - T79.5　外傷性無尿
  - T79.6　筋の外傷性阻血
  - T79.7　外傷性皮下気腫
  - T79.8　外傷のその他の早期合併症
  - T79.9　外傷の詳細不明の早期合併症

### (T80-T88)　外科的及び内科的ケアの合併症，他に分類されないもの
- T80　輸液，輸血及び治療用注射に続発する合併症
  - T80.0　輸液，輸血及び治療用注射に続発する空気塞栓症
  - T80.1　輸液，輸血及び治療用注射に続発する血管合併症
  - T80.2　輸液，輸血及び治療用注射に続発する感染症
  - T80.3　ＡＢＯ不適合反応
  - T80.4　Ｒｈ不適合反応
  - T80.5　血清によるアナフィラキシーショック
  - T80.6　その他の血清反応
  - T80.8　輸液，輸血及び治療用注射に続発するその他の合併症
  - T80.9　輸液，輸血及び治療用注射に続発する詳細不明の合併症
- T81　処置の合併症，他に分類されないもの
  - T81.0　処置に合併する出血及び血腫，他に分類されないもの
  - T81.1　処置中の又はその結果によるショック，他に分類されないもの
  - T81.2　処置中の不慮の穿刺及び裂傷，他に分類されないもの
  - T81.3　手術創の離開，他に分類されないもの
  - T81.4　処置に続発する感染症，他に分類されないもの
  - T81.5　処置後に体腔又は手術創に不注意に残された異物
  - T81.6　処置中に不注意に残された異物による急性反応
  - T81.7　処置に続発する血管合併症，他に分類されないもの
  - T81.8　処置のその他の合併症，他に分類されないもの
  - T81.9　処置の詳細不明の合併症
- T82　心臓及び血管のプロステーシス，挿入物及び移植片の合併症
  - T82.0　人工心臓弁の機械的合併症
  - T82.1　心臓電子器具の機械的合併症
  - T82.2　冠(状)動脈バイパス<副行路>及び弁移植片の機械的合併症
  - T82.3　その他の血管移植片の機械的合併症
  - T82.4　血管透析カテーテルの機械的合併症
  - T82.5　その他の心臓及び血管の人工器具及び挿入物の機械的合併症
  - T82.6　人工心臓弁による感染症及び炎症性反応
  - T82.7　その他の心臓及び血管の人工器具，挿入物及び移植片による感染症及び炎症性反応
  - T82.8　心臓及び血管のプロステーシス，挿入物及び移植片のその他の合併症
  - T82.9　心臓及び血管のプロステーシス，挿入物及び移植片の詳細不明の合併症
- T83　尿路性器プロステーシス，挿入物及び移植片の合併症
  - T83.0　尿路(留置)カテーテルの機械的合併症
  - T83.1　その他の尿路の人工器具及び挿入物の機械的合併症
  - T83.2　尿路の移植片の機械的合併症
  - T83.3　子宮内避妊器具の機械的合併症
  - T83.4　性器のその他のプロステーシス，挿入物及び移植片の機械的合併症
  - T83.5　尿路系プロステーシス，挿入物及び移植片による感染症及び炎症性反応
  - T83.6　性器プロステーシス，挿入物及び移植片による感染症及び炎症性反応
  - T83.8　尿路性器プロステーシス，挿入物及び移植片のその他の合併症
  - T83.9　尿路性器プロステーシス，挿入物及び移植片の詳細不明の合併症
- T84　体内整形外科的プロステーシス，挿入物及び移植片の合併症
  - T84.0　体内関節プロステーシスの機械的合併症
  - T84.1　(四)肢骨の内固定材の機械的合併症
  - T84.2　その他の骨の内固定材の機械的合併症
  - T84.3　その他の骨の人工器具，挿入物及び移植片の機械的合併症
  - T84.4　その他の整形外科的体内器具，挿入物及び移植片の機械的合併症
  - T84.5　体内関節プロステーシスによる感染症及び炎症性反応
  - T84.6　内固定材[各部位]による感染症及び炎症性反応
  - T84.7　その他の体内整形外科的プロステーシス，挿入物及び移植片による感染症及び炎症性反応
  - T84.8　体内整形外科的プロステーシス，挿入物及び移植片のその他の合併症
  - T84.9　体内整形外科的プロステーシス，挿入物及び移植片の詳細不明の合併症
- T85　その他の体内プロステーシス，挿入物及び移植片の合併症
  - T85.0　脳室頭蓋内(交通性)シャントの機械的合併症
  - T85.1　植え込み式神経系電気刺激装置の機械的合併症
  - T85.2　眼内レンズの機械的合併症
  - T85.3　その他の眼球プロステーシス，挿入物及び移植片の機械的合併症
  - T85.4　乳房プロステーシス及び挿入物の機械的合併症
  - T85.5　胃腸プロステーシス，挿入物及び移植片による機械的合併症
  - T85.6　その他の明示された体内プロステーシス，挿入物及び移植片の機械的合併症
  - T85.7　その他の体内プロステーシス，挿入物及び移植片による感染症及び炎症性反応
  - T85.8　体内プロステーシス，挿入物及び移植片のその他の合併症，他に分類されないもの
  - T85.9　体内プロステーシス，挿入物及び移植片の詳細不明の合併症
- T86　移植臓器及び組織の不全及び拒絶反応
  - T86.0　骨髄移植の拒絶反応
  - T86.1　腎移植不全及び拒絶反応
  - T86.2　心臓移植不全及び拒絶反応
  - T86.3　心肺移植不全及び拒絶反応
  - T86.4　肝移植不全及び拒絶反応
  - T86.8　その他の移植臓器及び組織の不全及び拒絶反応
  - T86.9　詳細不明の移植臓器及び組織の不全及び拒絶反応
- T87　再接着及び切断に特有の合併症
  - T87.0　再接着上肢(一部)の合併症
  - T87.1　再接着下肢(一部)の合併症
  - T87.2　その他の再接着部分の合併症
  - T87.3　切断端の神経腫
  - T87.4　切断端の感染症
  - T87.5　切断端のえ<壊>死
  - T87.6　切断端のその他及び詳細不明の合併症
- T88　外科的及び内科的ケアのその他の合併症，他に分類されないもの
  - T88.0　予防接種に続発する感染症
  - T88.1　予防接種に続発するその他の合併症，他に分類されないもの
  - T88.2　麻酔によるショック
  - T88.3　麻酔による悪性高熱<体温>(症)
  - T88.4　挿管の不成功又は困難
  - T88.5　麻酔のその他の合併症
  - T88.6　適正に投与された正しい薬物及び薬剤の有害作用によるアナフィラキシーショック
  - T88.7　薬物及び薬剤の詳細不明の有害作用
  - T88.8　外科的及び内科的ケアのその他の明示された合併症，他に分類されないもの
  - T88.9　外科的及び内科的ケアの合併症，詳細不明

### (T90-T98)　損傷，中毒及びその他の外因による影響の続発・後遺症
- T90　頭部損傷の続発・後遺症
  - T90.0　頭部の表在損傷の続発・後遺症
  - T90.1　頭部の開放創の続発・後遺症
  - T90.2　頭蓋及び顔面骨骨折の続発・後遺症
  - T90.3　脳神経損傷の続発・後遺症
  - T90.4　眼及び眼窩の損傷の続発・後遺症
  - T90.5　頭蓋内損傷の続発・後遺症
  - T90.8　頭部のその他の明示された損傷の続発・後遺症
  - T90.9　頭部の詳細不明の損傷の続発・後遺症
- T91　頚部及び体幹損傷の続発・後遺症
  - T91.0　頚部及び体幹の表在損傷及び開放創の続発・後遺症
  - T91.1　脊椎骨折の続発・後遺症
  - T91.2　胸部<郭>及び骨盤部のその他の骨折の続発・後遺症
  - T91.3　脊髄損傷の続発・後遺症
  - T91.4　胸腔内臓器損傷の続発・後遺症
  - T91.5　腹腔内及び骨盤臓器の損傷の続発・後遺症
  - T91.8　頚部又は体幹のその他の明示された損傷の続発・後遺症
  - T91.9　頚部及び体幹の詳細不明の損傷の続発・後遺症
- T92　上肢の損傷の続発・後遺症
  - T92.0　上肢の開放創の続発・後遺症
  - T92.1　腕の骨折の続発・後遺症
  - T92.2　手首及び手の骨折の続発・後遺症
  - T92.3　上肢の脱臼，捻挫及びストレインの続発・後遺症
  - T92.4　上肢の神経損傷の続発・後遺症
  - T92.5　上肢の筋及び腱の損傷の続発・後遺症
  - T92.6　上肢の挫滅損傷及び外傷性切断の続発・後遺症
  - T92.8　上肢のその他の明示された損傷の続発・後遺症
  - T92.9　上肢の詳細不明の損傷の続発・後遺症
- T93　下肢の損傷の続発・後遺症
  - T93.0　下肢の開放創の続発・後遺症
  - T93.1　大腿骨骨折の続発・後遺症
  - T93.2　下肢のその他の骨折の続発・後遺症
  - T93.3　下肢の脱臼，捻挫及びストレインの続発・後遺症
  - T93.4　下肢の神経損傷の続発・後遺症
  - T93.5　下肢の筋及び腱の損傷の続発・後遺症
  - T93.6　下肢の挫滅損傷及び外傷性切断の続発・後遺症
  - T93.8　下肢のその他の明示された損傷の続発・後遺症
  - T93.9　下肢の詳細不明の損傷の続発・後遺症
- T94　多部位及び部位不明の損傷の続発・後遺症
  - T94.0　多部位の損傷の続発・後遺症
  - T94.1　損傷の続発・後遺症，部位の明示されないもの
- T95　熱傷，腐食及び凍傷の続発・後遺症
  - T95.0　頭部及び頚部の熱傷，腐食及び凍傷の続発・後遺症
  - T95.1　体幹の熱傷，腐食及び凍傷の続発・後遺症
  - T95.2　上肢の熱傷，腐食及び凍傷の続発・後遺症
  - T95.3　下肢の熱傷，腐食及び凍傷の続発・後遺症
  - T95.4　傷害された体表面積によってのみ分類される熱傷及び腐食の続発・後遺症
  - T95.8　その他の明示された熱傷，腐食及び凍傷の続発・後遺症
  - T95.9　詳細不明の熱傷，腐食及び凍傷の続発・後遺症
- T96　薬物，薬剤及び生物学的製剤による中毒の続発・後遺症
- T97　薬用を主としない物質の毒作用の続発・後遺症
- T98　外因のその他及び詳細不明の作用の続発・後遺症
  - T98.0　自然開口部からの異物侵入の作用の続発・後遺症
  - T98.1　外因のその他及び詳細不明の作用の続発・後遺症
  - T98.2　外傷の早期合併症の続発・後遺症
  - T98.3　外科的及び内科的ケアの合併症の続発・後遺症，他に分類されないもの